# Not the Actual Events
Not the Actual Events es el segundo EP y el décimo lanzamiento oficial de la banda de rock industrial estadounidense Nine Inch Nails, lanzado físicamente el 23 de diciembre de 2016, pero aquellos que lo habían preordenado recibieron un enlace de descarga un día antes. Este EP de Nine Inch Nails, el segundo después de Broken, lanzado en 1992, marca la primera aparición de Atticus Ross como miembro oficial de la banda. Fue lanzado digitalmente y en vinilo.

## Antecedentes
En una entrevista con Apple Music, Trent Reznor mencionó que ha empezado a "jugar con algunas cosas" con respecto a un nuevo álbum de Nine Inch Nails, afirmando: "No es un disco que estoy tratando de terminar en un mes. Es más simplemente sentirse en la oscuridad y ver qué suena interesante". En diciembre de 2015, Reznor dijo que "Nine Inch Nails volverá en 2016".
En diciembre de 2016, Reznor habló acerca de sus declaraciones del regreso de Nine Inch Nails en 2016: "Esas palabras salieron de mi boca, ¿verdad? Sólo esperen y vean qué pasa". Tres días después Reznor anunció la salida de Not the Actual Events, junto con reediciones de lanzamientos anteriores de Nine Inch Nails.

## Lista de canciones
Todas las canciones escritas y compuestas por Trent Reznor y Atticus Ross. 
| N.º   | Título                           | Duración |  |
| 1.    | «Branches/Bones»                 | 1:47     |  |
| 2.    | «Dear World»                     | 4:07     |  |
| 3.    | «She's Gone Away»                | 6:00     |  |
| 4.    | «The Idea of You»                | 3:27     |  |
| 5.    | «Burning Bright (Field on Fire)» | 5:50     |  |
| 21:11 |                                  |          |  |

## Personal

### Nine Inch Nails
- Trent Reznor - Voz principal, composición
- Atticus Ross - Composición

### Músicos adicionales
- Mariqueen Maandig - Coros (pista 3)
- Dave Grohl - Batería (pista 4)
- Dave Navarro - Guitarra (pista 5)

### Personal Técnico
- Tom Baker – Masterización
- John Crawford – Dirección de arte
- Corey Holms – Diseño adicional
- Chris Holmes – Ingeniero
- Dustin Mosley – Ingeniero
- Alan Moulder – Mezclador
- Jun Murakawa – Ingeniero
- Chris Richardson – Ingeniero
- Atticus Ross – Mezclador